# Blumen in der Kultur des Osmanischen Reichs und ihr Weg nach Europa
Blumen spielten in der osmanischen Kultur eine wichtige Rolle. Sie wurden in Gärten kultiviert und waren beliebte Motive in der bildenden Kunst. In der Literatur werden Blumen und Gärten oft mit symbolischer Bedeutung versehen.

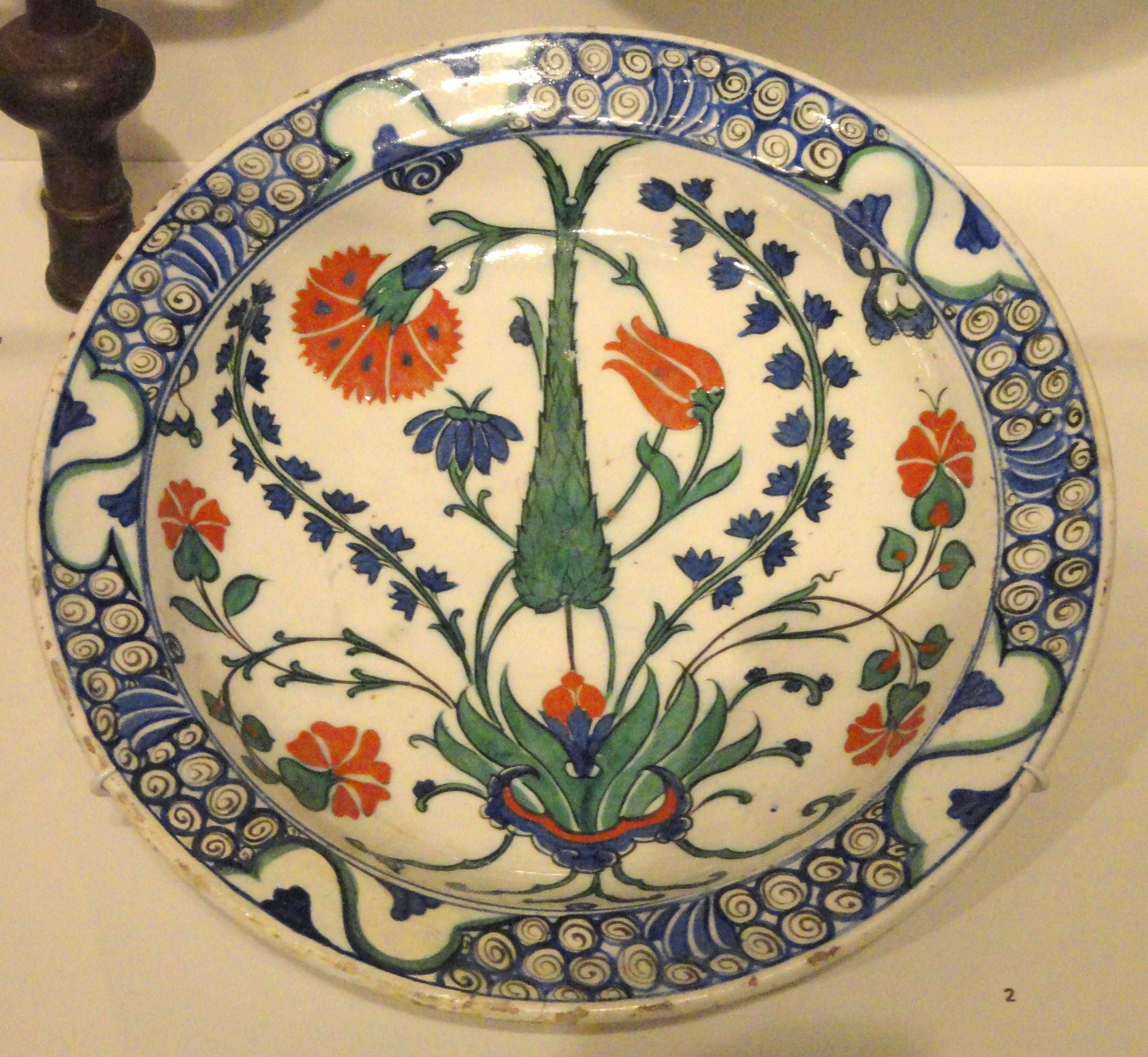
Teller aus İznik-Keramik mit Nelken, Tulpen, Hyazinthen und Zypresse, ca. 1575, Sackler Museum DSC02525

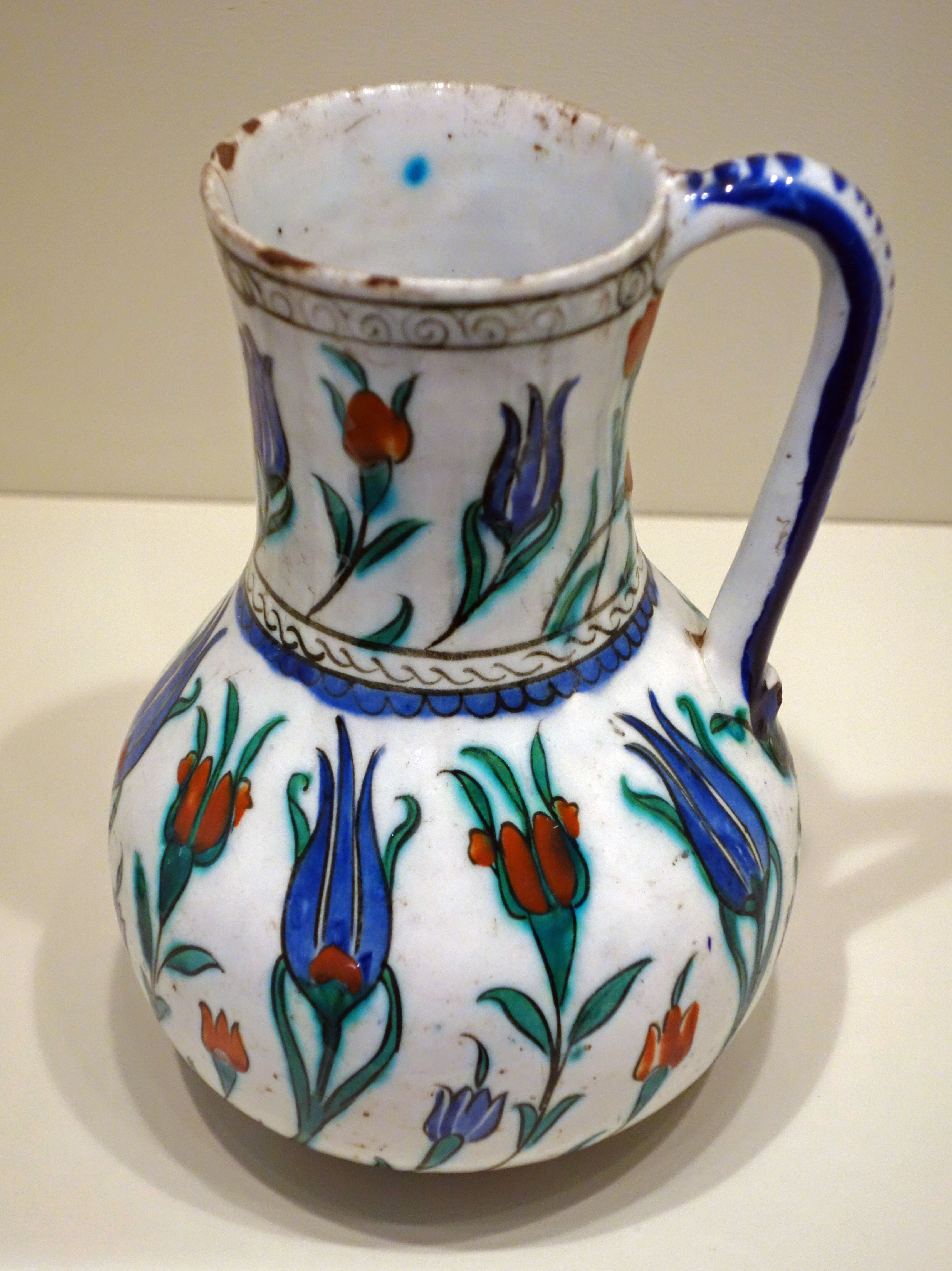
Krug aus İznik-Keramik, letztes Viertel 16. Jh.

Kreuzfahrer und europäische Reisende des 16. Jahrhunderts brachten erste Rosen, Tulpen, Hyazinthen, Nelken, und viele weitere Pflanzen nach Europa. Der Handel mit dem Osmanischen Reich brachte große Mengen Zwiebeln und Samen von Blütenpflanzen auf den klassischen Handelsrouten über Venedig und Rom nach Europa, wo sie seither Bestandteil der europäischen Gartenkultur geworden sind.

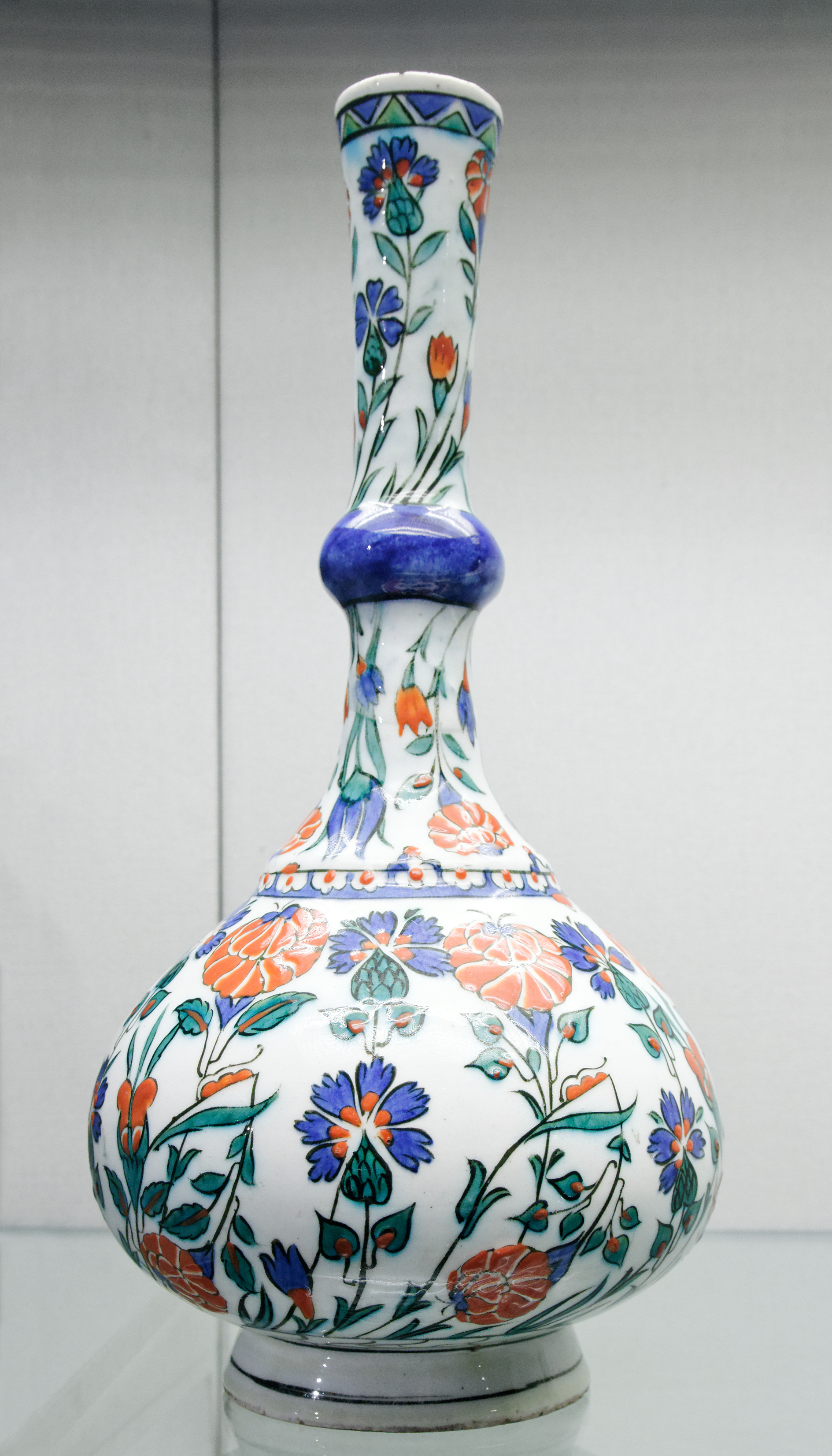
Flasche aus İznik-Keramik mit Rosen und Nelken, ca. 1560–80, British Museum 1878 12-30 465

## Tulpen
Wildtulpen wachsen noch heute in Klein- und Zentralasien sowie in Süd- und Südosteuropa. Als Zwiebelgewächse sind sie typische Vertreter der
Steppenflora.
Neben der Hyazinthe, Rose und Nelke zählen Tulpen zu den vier Blumen, die zum klassischen Dekor keramischer Waren und Fliesen aus İznik-Keramik gehören. Zum ersten Mal wird eine Tulpe vom persischen Dichter Hafis erwähnt. Der persische Name „lāle“ wird auch von den Osmanen übernommen. Während der Regierungszeit Ahmeds III. erreichte die Begeisterung für Tulpen im Osmanischen Reich ihren Höhepunkt. Diese Periode wurde später als Lâle Devri („Tulpenzeit“) bezeichnet. Im Auftrag des Großwesirs Ibrahim Pascha schrieb dessen Tulpengärtner Şeyh Mohammed zwischen 1728 und 1730 zwei Abhandlungen über Tulpenzucht. Ahmed III. besaß berühmte Tulpenwiesen auf den Sommerweiden (Yayla) im Spil Dağı oberhalb von Manisa.

## Hyazinthen
Eine weitere Gruppe von Zwiebelgewächsen von Bedeutung für die Osmanische Kultur sind die Hyazinthen. Busbecq schreibt, dass die Ebene zwischen Edirne und Istanbul voll blühender Hyazinthen gewesen sei. In der osmanischen Kunst wird die Hyazinthe immer nur mit wenigen geöffneten Blüten dargestellt, die Blume unterscheidet sich also von den heute bekannten Zuchtformen. Sehr wahrscheinlich entspricht die aus der osmanischen Kunst bekannte Pflanze dem violettblauen Wildtyp der Hyazinthe, Hyacinthus orientalis. Diese findet sich heute noch wild wachsend in der Türkei, in Syrien und Palästina.

## Rosen
Rosen spielten in der islamischen Kultur eine bedeutende Rolle, so auch in der Kultur des Osmanischen Reiches. Busbecq schrieb:

“Sed nec rosarum folia humi iacere patiuntur, quod ut veteres rosam ex sanguine Veneris, sic isti ex sudore Mahometis natam sibi persuaserint.”

„Sie dulden auch nicht, dass Rosenblätter am Boden liegen. Denn wie die Alten die Rose aus dem Blut der Venus, so glauben die Türken sie aus dem Schweiße Mahomets entstanden.“

### Rosen in der osmanischen Dichtung
Unter dem Einfluss der sufistischen Mystik entstanden zunächst in der persischen, gefolgt von der osmanischen Literatur feststehende Bildpaare wie das von Nachtigall (osmanisch بلبل İA bülbül) und Rose (osmanisch ﮔل İA gül), oder Welt (osmanisch جهان İA cihan; osmanisch عالم İA ‘âlem) und Rosengarten (persisch ﮔﻠﺴﺘﺎن, DMG gülistan; osmanisch ﮔﻠﺸﻦ İA gülşen):
Ein Vers des osmanischen Qadi und Dichters Hayatî Efendi aus dem 19. Jahrhundert lautet:

«بر گل مى وار بو گلشن ﻋالمدﻪ خارسز»

„Bir gül mü var bu gülşen-i ‘âlemde hârsız“

„Gibt es eine Rose, im Rosengarten dieser Welt, ohne Dornen?“

Die Rose steht dabei einerseits für die leidenschaftliche Liebe zu Gott als höchster Quelle der Liebe und Geliebtem zugleich. Das Bild der Rose kann auch die profane und erotische Liebe eines Menschenpaars beschreiben. Im Bildpaar steht der geliebten Rose regelmäßig die Nachtigall als Bild des Liebhabers gegenüber, die sich aus Liebe der Rose nähert und von ihren Dornen (osmanisch خار hâr) verletzt wird.
In vergleichbarer Weise bezieht sich das Bild von der „Welt“ gleichermaßen auf die wirkliche Welt und symbolisch auf die Welt als Ort von Leid und Unbeständigkeit, der der „Rosengarten“ sowohl als wirklicher und als Paradiesgarten gegenüber steht. „Die Nachtigall“, oder der leidende Liebhaber, wird oft als buchstäblich oder bildlich „in der Welt“ befindlich geschildert, während „die Rose“, die Geliebte, sich im „Rosengarten“ aufhält.

### Wirtschaftliche Bedeutung
Die Rosenöl-Herstellung war von wirtschaftlicher Bedeutung. Rosenöl wird aus der Essig- oder Gallischen Rose (Rosa gallica) und mehreren Sorten der Damaszenerrosen (Rosa damascena) gewonnen. Eine andere alte orientalische Rose der Sorte Rosa foetida, die seit dem 12. Jahrhundert von arabischen Schriftstellern erwähnt wird, wurde wohl zusammen mit Rosa hemisphaerica von Charles de l’Écluse 1583 in die Niederlande gebracht.

## Nelken
Nelken werden schon im 4. Jahrhundert v. Chr. von Theophrastos von Eresos erwähnt. Die Stammform der heutigen Gartennelken ist der fünfblättrige Dianthus caryophyllus aus Dalmatien. Die in der osmanischen Kunst dargestellten Nelken ähneln schon heutigen Gartennelken, da sie häufig schon mit gefüllter Blüte abgebildet sind.

## Der Weg nach Europa
Schon 1555 berichtete Pierre Belon von der Vorliebe der osmanischen Gesellschaft für Blumen. Einzelne Blumen würden in den Falten des Turbans getragen, weder Kosten noch Mühen würden gescheut, um seltene oder besonders schöne Blüten und Pflanzen zu entdecken.
Ogier Ghislain de Busbecq berichtet in seinen „Türkischen Briefen“ von wohlriechenden, ihm bisher unbekannten Blumen in Rumelien:

“Per haec loca transeuntibus, ingens ubique copia florum offerebatur, Narcissorum, Hyacinthorum & eorum quos Turcae tulipan vocant; non sine magna admiratione nostra, propter anni tempus, media plane hieme, floribus minime amicum. Narcissis et Hyacinthis abundat Graecia miro fragrantibus, sicut, cum multi sint, odorum huiusmodi insuetis, caput offendant. Tulipanti aut nullus aut exiguus est odor; a coloris varietate & pulchritudine commendatur.”

„Als wir durch diese Gegend zogen, bot sich uns überall eine ungeheure Menge an Blumen dar, Narzissen, Hyazinthen und jene die die Türken Tulipan nennen - zu unserer großen Verwunderung, da doch diese Jahreszeit, mitten im Winter, keinesfalls den Blumen freundlich ist. Graecien hat solchen Überfluss an wohlriechenden Narzissen und Hyazinthen, dass der Kopf durch die ungewohnten Wohlgerüche ganz verwirrt wird.“

### Tulpenmanie
Unter dem Namen Narcissus wurde eine Tulpe erstmals von Pietro Andrea Mattioli 1565 abgebildet. Conrad Gessner zeichnete 1561 eine Tulpe, die er 1559 im Garten des Ratsherren Heinrich Herwart in Augsburg gesehen hatte. Gessners Beschreibung diente als Grundlage für die Beschreibung der Tulipa gesneriana durch Carl von Linné 1753. Eine ausführlichere Beschreibung stammt von Carolus Clusius, durch dessen Vermittlung Tulpen sich weit in Europa ausbreiteten. Gegen Ende des 16. Jahrhunderts wurden die Niederlande zu einem Zentrum der Zwiebelpflanzen-, besonders der Tulpenzucht. Es entstand eine Vielzahl von Sorten, darunter auch solche mit gefüllten oder farbig geflammten Blüten. Die hoch begehrten Tulpen wurden in der Tulpenmanie zu einem Spekulationsobjekt, der plötzliche Zusammenbruch des Tulpenmarkts im Jahr 1637 stellt eines der frühesten Beispiele für einen Börsenkrach dar. Joseph de la Vega betrachtet die Tulpenmanie in seinem Buch Die Verwirrung der Verwirrungen – einem der frühesten Werke über das Geschehen an der Börse.